# Farba akwarelowa

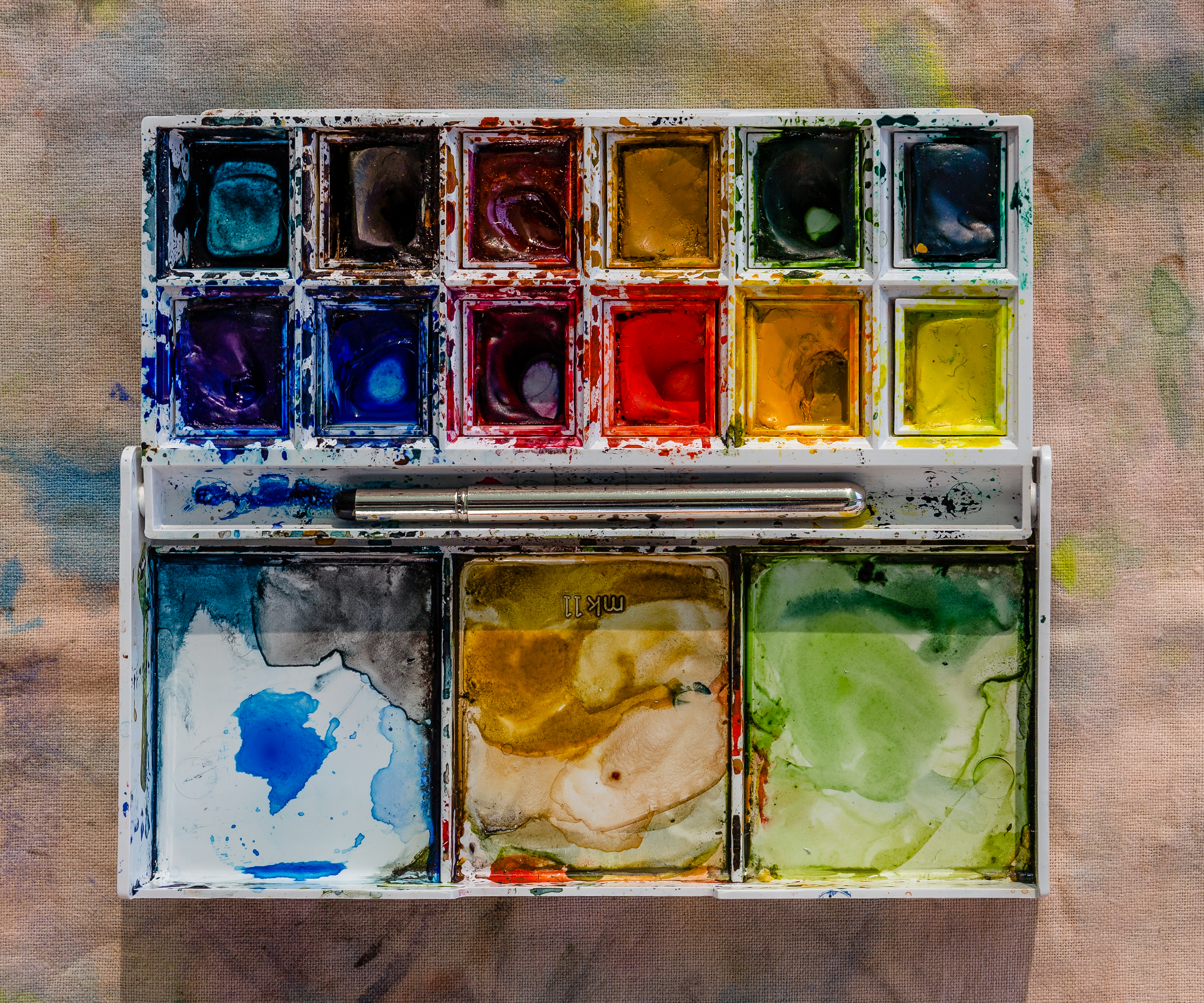
Farby akwarelowe i pędzel

Farba akwarelowa, akwarela – farba służąca do malowania w technice akwarelowej.

## Charakterystyka
Akwarela to farba o spoiwie rozpuszczalnym w wodzie, przeważnie z gumy arabskiej, często z dodatkiem miodu, cukru lub gliceryny. Nadają one farbie elastyczność i ułatwiają nabranie jej pędzlem. Farby akwarelowe dzielą się na transparentne oraz nieprzejrzyste. Te pierwsze składają się z pigmentu i transparentnego spoiwa, podczas gdy te drugie wysychają tylko do pewnego stopnia transparentności, ze względu na kredę w swoim składzie.
Farby akwarelowe są sprzedawane w formie mokrej w tubkach lub w specjalnych pojemniczkach. Farba w tubce jest rozmieszana w konkretnych proporcjach, co umożliwia równomierne rozłożenie koloru na papierze; z kolei farba w pojemniczku w postaci suchej jest prostsza do przenoszenia, kiedy malarz chce pracować poza pracownią, np. w plenerze.

### Cechy farb akwarelowych
Akwarele to farby niekryjące. Różnią się od siebie pigmentacją, stopniem transparentności, lepkością i gęstością, zdolnością do mieszania nowych barw, zachowaniem pod wpływem bieli i innych kolorów, kryciem (może być inne w przypadku farby nakładanej bezpośrednio na papier i nakładanej na pomalowaną już warstwę) i granulacją. Inną ważną cechą farb akwarelowych jest ich wrażliwość na światło, pod wpływem którego płowieją.
Farby akwarelowe trudno poddają się zabiegom konserwatorskim, a namalowanego fragmentu nie można usunąć, co wymaga od malarza dużej precyzji.
Do zalet farb akwarelowych należą m.in. szybkość powstawania obrazu i łatwość kładzenia farby, efekt transparentności i relatywnie niska cena.

## Historia
Historia farb, których spoiwem jest woda jest znacznie dłuższa, niż historia farb olejnych. Najstarsze dzieła malarskie starożytnego Egiptu są pracami wykonanymi farbami akwarelowymi.
W przeszłości farby akwarelowe były bardzo niestabilne i wrażliwe na wpływ światła słonecznego czy kurzu, jednak współczesne metody wyrobu pigmentów znacznie poprawiły ich trwałość.